# エドワード・ルイス・スターティヴァント

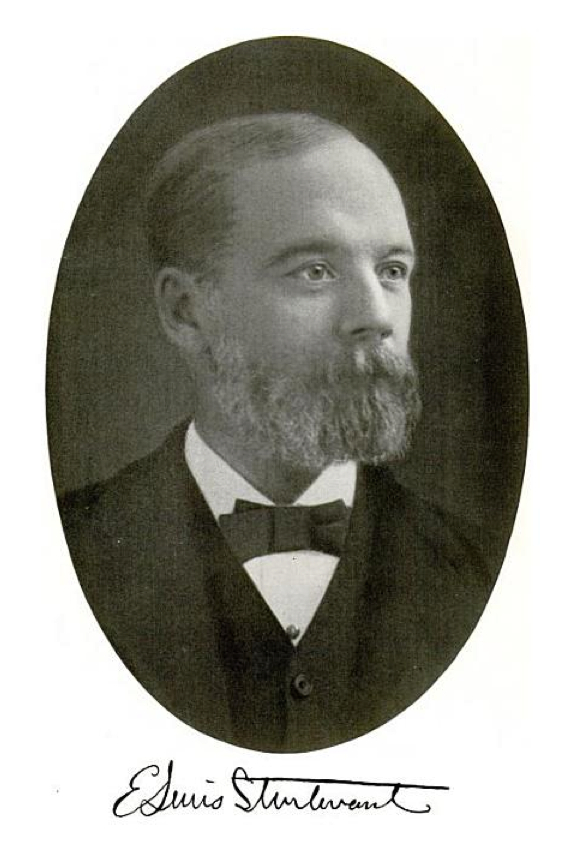
エドワード・ルイス・スタートヴァント

エドワード・ルイス・スターティヴァント（Edward Lewis Sturtevant、1842年1月23日 - 1898年7月30日）はアメリカ合衆国の農学者、植物学者である。著書の "Sturtevant's Edible Plants of the World"（「スターティヴァントの世界の食用植物」）で知られ、当時のアメリカの農学における重要な人物であると評価されている。

## 略歴
ボストンに生まれた。父親の先祖は、ピューリタンの移民で遠戚に高名な遺伝学者のアルフレッド・ヘンリー・スターティヴァントがいる.。1859年にボウディン大学に入学するが、1861年の南北戦争の勃発により、北軍に従軍した。74th Regiment of Maine Volunteersの士官として働くが、1863年に腸チフス、マラリアにかかり傷病兵として送還された。ボウディン大学に戻り、学位を得た後、ハーバード医学校を1866年に卒業するが、医師として働くことはなかった。1864年にメアリー・エリザベス・アンと結婚し、4人の子供を得た。子供にはアヤメの栽培家として有名になるグレース・スターティヴァント(Grace Sturtevant)がいて、画才のあった妻とグレースは、スターティヴァントの論文や著書の図版を描いた。1875年に妻が死んだ後、妻の妹と再婚した。
1867年に兄弟のトーマスとジョセフとマサチューセッツのフレイミングハムに実験農場 "Waushakum Farm" を開き、酪農などの多くの農業の実験を行った。食用植物に関して研究を行い、収量の多いトウモロコシの品種の開発も行ない、トウモロコシに関する著書、"Varieties of Corn"も執筆した。
30年間にわたって、農業雑誌などに数百の記事を書き、1870年代には "Scientific Farmer"の編集者を務めた。米国科学振興協会のフェローに選ばれ、マサチューセッツ州園芸協会の会員であり、農業科学振興協会（Society for the Promotion of Agricultural Science）の初代事務局長を務め、1887年に会長に選ばれた。
「スターティヴァントの世界の食用植物」はスターティヴァントの残した食用植物、1,000属、3,000種のに関する原稿などを編集したもので、没後の1919年に "Notes on Edible Plants"として出版された。1972年に"Sturtevant's Edible Plants of the World"として改訂出版された。
スイレン科の種、Nymphaea sturtevantiiに献名されている。

## 著作
- Edward lewis Sturtevant, Joseph n. Sturtevant. 1875. The Dairy Cow: A Monograph on the Ayrshire Breed of Cattle. Ed. A. Williams & Co. 252 pp. Reprint BiblioLife, 2010. 274 pp. ISBN 1-175-50254-5
- 1899. Varieties of corn. Bulletin Nº 57. Ed. Government Printing Office. 108 pp.
- 1919. Sturtevant's Edible Plants of the World. Ed. J. B. Lyon Co. 696 pp. Reprint General Books LLC, 2010. 620 pp. ISBN 1-154-86164-3